# Amandine Urruty
Amandine Urruty est une artiste de street art et une illustratrice française née le 23 décembre 1982.

## Biographie
Fille d'un médecin anesthésiste, Amandine Urruty naît en 1982,. Après avoir effectué des études d’art à l'université Toulouse-Jean-Jaurès, elle commence sa carrière par la création d'affiches de concerts. Ce lien initial avec le monde de la musique l’amène en 2006 à réaliser des peintures à la gouache sur le corps de Philippe Katerine lors de son passage à la Star Academy et pour la couverture d'un numéro spécial des Inrockuptibles.
Amandine Urruty réalise sa première exposition personnelle en 2008, et développe ensuite son univers graphique sur de multiples supports : édition, fresques murales (en France, Thaïlande, Géorgie, Finlande, Espagne…), et illustration de presse.
Elle produit aujourd'hui principalement de grands dessins monochromes, réalisés au graphite et au fusain. Son style, à la fois comique et horrifique,,, est régulièrement mis en parallèle avec celui défini par le Pop surréalisme, mouvement né aux États-Unis, mêlant dans ses influences des éléments propres à la culture populaire et à la peinture classique.
Amandine Urruty a participé depuis 2008 à près d’une centaine d’expositions en France et à l’étranger, et publié quatre monographies.   

## Sélection d'expositions

### Expositions personnelles
2023
- The Model – Galerie Arts Factory – Paris[6]

2020
- Made In The Dark[7] – Dorothy Circus Gallery (en) – London

2019
- Disputatio[8] – Galerie DYS – Bruxelles
- Cabin Fever – La Mauvaise Réputation – Bordeaux

2018
- Solo Show – Copro Gallery – Los Angeles
- The Party[9],[10]  – Arts Factory – Paris

2017
- Solo Show[11] – Copro Gallery – Los Angeles

2016
- 3 Artist Show – Corey Helford Gallery – Los Angeles (Mini Solo)

2015
- Little Secrets[12] – Plastic Murs – Valencia

- Bedtime Stories – La Halle Saint Pierre (en parallèle de Hey ! Act III) – Paris

2014
- Dommage Fromage – La Mauvaise réputation – Bordeaux

- Dommage Fromage[13] – Arts Factory – Paris

2013
- Chiot Devant[14] – Le Lieu Unique – Nantes

2011
- Solo Chiot – La Mauvaise Réputation – Bordeaux

- Solo Chiot[15] – La Place Forte / Arts Factory – Paris

2008
- Des Étoiles Plein Les Fesses – GHP – Toulouse

### Expositions collectives
2020
- The 15th Annual Blab ! (en) Show – Copro Gallery – Santa Monica

- White Spirit – Memento – Centre d’Art Contemporain – Auch

2019
- Don’t Wake Daddy XIV – Feinkunst Krüger – Hamburg

- Memory Group Show – Bim Bam Galerie – Paris

- Cuadratura – Galeria Kreisler – Madrid

- Pampre It Up – La Mauvaise Réputation – Bordeaux

- Small Works – Beinart Gallery – Brunswick – Australia

- Mother & Child – Dorothy Circus Gallery (en) Rome & London

- Urban Art Fair – avec Hey ! Modern Art & Pop Culture – Carreau du Temple – Paris

2018
- Don’t Wake Daddy XIII – Feinkunst Krüger – Hamburg

- IAM Friends – Commissariat Ink And Movement – Galeria Kreisler – Madrid

- Monsters of Drawing – Feinkunst Kruger Gallery – Hamburg

2017
- Pages From Mind Travelers Diaries – Dorothy Circus Gallery 10th Anniversary – Rome

- The Blab ! (en) Show – Copro Gallery – Santa Monica

- Marquis de Sade 1977 – 2017 – Teenage Kicks / Les Ateliers du Vent – Rennes

- Something Strange in the Neighborhood – Feinkunst Kruger – Hamburg

- Theriomorphism IV – Ink & Movement / Galeria Kreisler – Madrid

- Le Monde à l’Envers – La Mauvaise Réputation – Bordeaux

2016
- Don’t Wake Daddy XI – Feinkunst Kruger – Hamburg

- Corey Helford Gallery’s 10 Years Anniversary Exhibition – Los Angeles

- Cluster – Jonathan LeVine (en) Gallery – New York

- Lápiz, Papel o Tijera – Plastic Murs – Valencia

- 20×16 – CASS Contemporary – Tampa

2015
- Corrosively Bright – CASS Contemporary – Tampa

- Un Dessin est Beau si la Ligne est Vivante[16] – Le Pilori – Niort

- Oh, The Places We Have Been – Jonathan LeVine (en) Gallery – New York

- Welcome Home – Plastic Murs – Valencia

- The Lost Mitten Society[17] – Jonathan LeVine (en) Gallery – New York

2014
- X – Collab Show with Salao Coboi – Colette – Paris

- Knotenpunkt Festival / Affenfaust Gallery – Hamburg

- Pictoplasma’s Portrait Gallery[18] – Mexico – Museo de Arte Contemporaneo de Monterrey

- Pictoplasma’s Portrait Gallery – Berlin

- B&B Winter Group Show – Bradbury & Blanchard – Sheffield

2013
- White Noise – Pictoplasma (en) – La Casa Encendida (es) – Madrid

- Bukruk[19] – Thai – Europe Connection – Bangkok Art and Culture Center – Bangkok

2012
- Pictoplasma (en) XXL # 2 – Berlin

- Arts Factory Winter Show – Paris

- Pure Drawing – Spacejunk Gallery – Bayonne – Grenoble – Lyon

- Quarante par Trente – Galerie LJ – Paris

- Rencontres du 9ème Art – Aix-en-Provence

2011
- Pictoplasma[20] – Exposition à la Galerie LJ / Conférence à La Gaité Lyrique – Paris

- La French Touche – Sergeant Paper – Paris

- Hey[21] ! – Halle Saint-Pierre – Paris

- Estivale 2011 – Galerie LJ – Paris

- Crème de la crème – Pictoplasma’s Character Walk – Berlin

2010
- Fondation Méroll pour l’Art Contemporain[22] – Espace Beaurepaire – Paris

- Sweet Streets 2 – Nucleus Gallery – Alhambra – California – USA

- Park’n’Rock – La Villette – Paris

- School’s Out – Artoyz – Paris

- Burning Ink – Bleu Noir – Paris

- Pen to Paper – Galerie LJ – Paris

2009
- Arts Factory Winter Show – Espace Beaurepaire – Paris

- Le Bureau des Ouragans – Centre d'art Lieu Commun – Toulouse

- Slick  – Centquatre – Paris

- Rock Art – Rock en Seine

- Drawing Group Show – Galerie LJ – Paris

- Stringbreak – GHP – Toulouse (Anne Brunet, Miss Van, Mijn Schatje, Liz McGrath, Amandine Urruty, Darkimey, Cindy Gravelat, Caroline Sury et Mademoiselle Kat)

- Forward 3 – Agnès B. – Paris – New York

2008
- Une Estivale 2008 – Galerie LJ Beaubourg – Paris

- Freaks Club – L’art de Rien – Paris

- L’École de Toulouse – L’art de Rien – Paris

- The Bic Show – L’Art de Rien – Paris

- Ho, Ho, Ho – GHP – Toulouse

### Monographies
- Made in the dark : the art of Amandine Urruty, Cernunnos, coll. « Monographies , Tout l'art de », janvier 2023, 296 p. (ISBN 978-2-37495-167-6, présentation en ligne)
- "The Party[23]", United Dead Artists, 2018
- "Certains l'aiment chiot[24],[25]", avec Elodie Cabrera, Critères Editions, 2018

- "Dommage Fromage[26]", United Dead Artists, 2014

- "Robinet d'Amour[27],[28]", Les Requins Marteaux, 2011

### Essai critique
- Pacôme Thiellement, "Amandine Urruty, je veux dire le fantôme[29]", Editions de l'Eclisse, 2021

### Sélection d'ouvrages collectifs
- IDN v23n1, "Contemporary Street Graphics[30]", 2016
- Dark Inspiration 2 (couverture et préface)[31], Viction:ary, 2016
- Body Frequencies, Popper Publishing, 2014
- Pictoplasma Character Portraits[32], Pictoplasma, 2014
- The Drawer n° 7[33] - Le Rire - 2014
- Life after Death, Popper Publishing, 2014
- Franky (et Nicole) n°1[34], Les Requins Marteaux, 2014
- La Tranchée Racine n°7 bis[35], United Dead Artists, 2013
- La Tranchée Racine n°6[36], United Dead Artists, 2012
- La Tranchée Racine n°5[37], United Dead Artists, 2012
- Character Compendium[38], Pictoplasma, 2012
- Cute Illustration[39], Monsa, 2012
- Pictarot[40], Pictoplasma, 2010
- Sweet Illustration[41], Monsa, 2010
- Flying Graphics[42], Monsa, 2009
- The Garden of Eye Candy[43], Gingko Press, 2009

## Autres sources
- France Culture, "Mauvais Genres", "Le goûter des spectres, rencontre avec Amandine Urruty", 27 mars 2021[44]
- Le guide de l'art contemporain urbain 2020, Graffiti Art Magazine, 2020
- Juxtapoz Magazine, 22 mars 2020[45] et 17 avril 2020[46]
- Le guide de l'art contemporain urbain 2018, Graffiti Art Magazine, 2018
- Hi Fructose en ligne[47],[48],[49] et n°44, juillet 2017
- Graffiti Art Magazine n°35, octobre - novembre 2017
- Hey ! 4 Degrees Art[50],[51], Ankama, 2016
- Hey ! n°20, Ankama, 2014
- Graffiti Art Magazine n°23, octobre - novembre - décembre 2014
- Hey ! n°3, Ankama, 2010
- France Inter, "Alternatives[52]", 9 octobre 2010
- Etapes n°161 (couverture), octobre 2008
- Les arts dessinés, n°21, janvier-mars 2023